# Wolfgang Huber
Wolfgang Huber (Francoforte sul Meno, 1935) è un medico tedesco.
Nel 1970, come assistente medico, fondò il Patientenkollektiv, che in seguito divenne Sozialistisches Patientenkollektiv (SPK) ("Collettivo socialista dei pazienti), con colleghi, studenti e 52 pazienti nella Rohrbacher Strasse a Heidelberg. Nel 1971 fu condannato a quattro anni e mezzo di carcere per partecipazione ad un'organizzazione criminale.

## Biografia
Huber si diplomò al liceo di Stoccarda nel 1955. Ha studiato medicina e filosofia. Il 1º agosto 1961 entrò come assistente medico presso l'Ospedale psichiatrico universitario di Heidelberg. Il suo primario era Walter Ritter von Baeyer. Huber conseguì il dottorato nel 1962. Il 1º agosto 1964 Huber divenne assistente medico presso l'Ospedale psichiatrico universitario di Heidelberg e dal 1966 lavorò presso il loro policlinico. Il direttore del policlinico era Dieter Spazier e dall'ottobre 1969 Helmut Kretz.
Huber criticò medicina basata sulla scienza, il trattamento sanitario obbligatorio e la terapia elettroconvulsivante in psichiatria, e sviluppò una psicoterapia di gruppo. Il 12 febbraio 1970 un'assemblea generale dei pazienti del Policlinico psichiatrico di Heidelberg manifestò contro il licenziamento di Huber dovuto all'"incitamento ai pazienti".
Nel febbraio 1970 Huber fondò con colleghi, studenti e 52 pazienti il Sozialistisches Patientenkollektiv ("SPK") come autoorganizzazione di pazienti psichiatrici in cui non esisteva più alcuna separazione tra pazienti e medici. Vedeva le malattie come il risultato dei rapporti di produzione capitalistici, e quindi la malattia era una forma di protesta. I malati di mente hanno un potenziale rivoluzionario e dovrebbero quindi essere considerati prigionieri politici. Il collettivo contava fino a 500 membri e pubblicò un totale di 51 volantini.
Nell'estate del 1971 Huber e l'SPK espressero solidarietà all'organizzazione terroristica Rote Armee Fraktion (RAF). Alcuni membri dell'SPK si unirono alla RAF. L'SPK si sciolse nel luglio 1971 e Huber fu arrestato il 19 luglio 1971. Nel dicembre 1971, lui e sua moglie Ursel Huber furono condannati a quattro anni e mezzo di prigione per il coinvolgimento in organizzazione criminale, fabbricazione di esplosivi e la falsificazione dei documenti, e il membro dell'SPK Siegfried Hausner fu condannato a tre anni di prigione. In una cantina affittata da Ursel Huber sono stati rinvenuti materiali esplosivi e dispositivi per la falsificazione di passaporti. Huber perse così l'abilitazione alla professione medica.
Il 6 novembre 1975 Wolfgang e Ursel Huber iniziarono uno sciopero della fame nel carcere di Stammheim, Stoccarda, dove erano detenuti. Furono rilasciati dal carcere rispettivamente il 20 e 21 gennaio 1976.